# 마디나

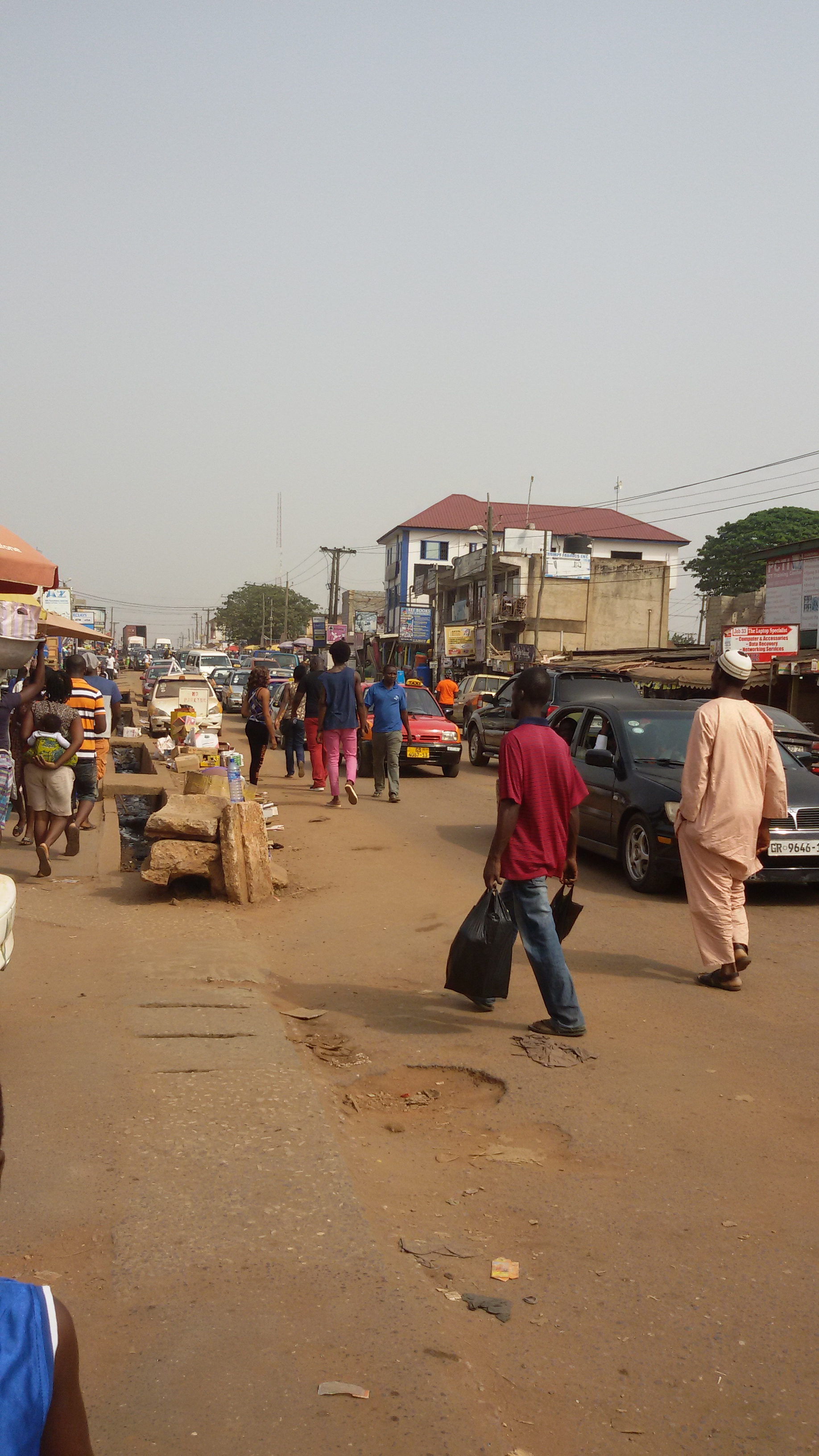

마디나는 가나의 수도 아크라 위에 위치한 도시이다.
마디나는 가나 남동부의 그레이터 아크라 지역에 있는 지역인 란크완타낭 마디나 지방자치구에 있는 아크라 교외 지역이다. 마디나는 가나 대학교 옆에 있으며 지방 정부 연구소가 있다. 마디나는 인구 기준으로 가나에서 12번째로 인구가 많은 정착지이며 인구는 137,162명이다. 역사에 따르면 마디나는 다양한 민족적 배경을 가진 사람들과 알하지 세이두 카도(Alhaji Seidu Kardo)가 이끄는 일부 외국인에 의해 설립되었다. 마디나는 가나 공화국의 마디나 선거구에 포함되어 있다. 이 지역은 서쪽의 아덴탄(Adentan Municipal), 남쪽의 아크라(Accra Metropolitan Assembly) 및 아콰핌(Akwapim South District)과 국경을 공유한다.